# Hemangioma
Un hemangioma es una neoplasia, generalmente benigna, de los vasos sanguíneos caracterizada por la aparición de un gran número de vasos normales y anormales sobre la piel u otros órganos internos. Generalmente son localizados, pero pueden extenderse a grandes segmentos del cuerpo, denominandos angiomatosis.

## Cuadro clínico
El hemangioma es una de las neoplasias benignas más frecuente en la lactancia y la niñez, constituyendo un 7 % de todos los tumores benignos. Aparece principalmente en la piel de la cara y el cuero cabelludo y afecta a las niñas 3 veces más que los varones. Son tumores que pueden ser planos o elevados, con bordes irregulares de color rojo vino. Los hemangiomas casi nunca se marginan a nivel de la piel, cuando se marginan, casi siempre es a nivel de las vísceras. A veces se relaciona con la enfermedad hereditaria llamada de Von Hippel-Lindau.

## Tipos
- Hemangioma capilar: Denominado también nevus o marca de fresa por su aspecto similar a este fruto. Es de tipo benigno y está compuesto de capilares, siendo de aparición típica durante la infancia (en los primeros meses de vida). Crece durante el primer año de vida hasta estabilizarse y, en muchos casos, involucionar. Hacia los nueve años de edad el 90 % han sufrido una involución completa, desapareciendo.

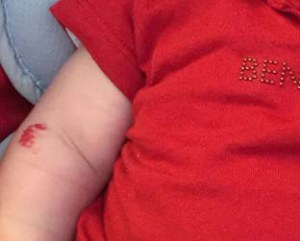
Angioma fresa plano.

- Hemangioma cavernoso: Aparece durante la infancia, pero a diferencia del anterior tiende a persistir. Infiltra capas más profundas y es más abigarrado, con más componente sanguíneo y un aspecto nodular, aunque también es de naturaleza benigna. Es difícil realizar una biopsia dado su gran componente sanguíneo.

- Hemangioma plano o Hemangioma oporto: por presentar manchas de color vino de Oporto (rojo oscuro o granate).

## Histología
Microscópicamente se observa proliferación de canales dilatados de pared gruesa que parecen cavernas, llenas de sangre, de 1 a 2 cm de diámetro, a estos se le llama hemangiomas cavernosos. Si en la histología se observa una proliferación de canales vasculares de pared fina que parecen capilares, pocos o no elevados, entonces se  denomina hemangioma capilar, más frecuentes que los hemangiomas cavernosos. No es necesario encontrar malformaciones o hamartomas.
Esta neoplasia puede desaparecer a medida que crece el niño. Su mayor importancia es estética.

## Fases
1. Fase de rápido crecimiento.
2. Fase de reposo.
3. Fase de involución, aquí desaparece completamente.

## Tratamiento
- El hemangioma superficial no tiene tratamiento, sólo se espera su involución.
- El hemangioma cavernoso, puede tratarse con láser o corticoides, sobre todo si está en el párpado y obstruye la visión.

En noviembre de 2011 se empezó a utilizar el propranolol como tratamiento. El resultado fue satisfactorio.
En hemangiomas de morfología pedunculada y en los que se prevea un resultado estético favorable por la localización y características de la lesión, la cirugía es una opción terapéutica a considerar